# Volta a Portugal de 1981
A 43ª edição da Volta a Portugal em Bicicleta ("Volta 81") decorreu entre os dias 19 de Julho e 1 de Agosto de 1981. Composta por um prólogo e 15 etapas, num total de 1.833,2 km.

## Equipas
Participaram 74 corredores de 13 equipas:
- Lousa-Trinaranjus
- GD Coelima
- FC Porto-UBP
- Rodovil-Isuzu
- Tavira-ITT Ideal Color
- Saint Étienne-Pélussin

- Coimbrões-Fagor
- Ovarense-EFS
- Campinense-Belarus
- Austral-Aspro-Teka1
- Alfena-Lavandaria Expresso
- Sangalhos-Bosch
- Wolfsburg

1- Toda a equipa desistiu após a 1ª etapa após dois dos seus ciclistas terem sido expulsos por inscrição irregular.

## Etapas
| Nº        | Dia         | Etapa                                               | km       | Vencedor da etapa                       | Camisola amarela               |
| --------- | ----------- | --------------------------------------------------- | -------- | --------------------------------------- | ------------------------------ |
| Prólogo   | 19 de Julho | Évora - Évora (C/R individual)                      | 4,2      | Belmiro Silva (FC Porto-UBP)            | Belmiro Silva (FC Porto-UBP)   |
| 1ª etapa  | 20 de Julho | Évora - Vila Real de Santo António                  | 204      | Manuel Zeferino (FC Porto-UBP)          | Manuel Zeferino (FC Porto-UBP) |
| 2ª etapa  | 21 de Julho | Tavira - Loulé (C/R por equipas)                    | 48       | FC Porto-UBP                            | Manuel Zeferino (FC Porto-UBP) |
| 3ª etapa  | 21 de Julho | Lagos - Sines                                       | 133      | José Amaro (FC Porto-UBP)               | Manuel Zeferino (FC Porto-UBP) |
| 4ª etapa  | 22 de Julho | Barreiro - Loures                                   | 141      | José Henrique (Lousa-Trinaranjus)       | Manuel Zeferino (FC Porto-UBP) |
| 5ª etapa  | 23 de Julho | Loures - Cascais                                    | 59       | Alexandre Ruas (Lousa-Trinaranjus)      | Manuel Zeferino (FC Porto-UBP) |
| 6ª etapa  | 23 de Julho | Sintra - Caldas da Rainha                           | 109      | Benjamim Carvalho (Coimbrões-Fagor)     | Manuel Zeferino (FC Porto-UBP) |
| 7ª etapa  | 24 de Julho | Caldas da Rainha - Leiria                           | 103      | Carlos Santos (Tavira-ITT Ideal Color)1 | Manuel Zeferino (FC Porto-UBP) |
| 8ª etapa  | 25 de Julho | Leiria - Curia                                      | 156      | António Adão (Tavira-ITT Ideal Color)   | Manuel Zeferino (FC Porto-UBP) |
| 9ª etapa  | 26 de Julho | Águeda - Águeda (C/R individual)                    | 33       | Manuel Zeferino (FC Porto-UBP)          | Manuel Zeferino (FC Porto-UBP) |
|           | 27 de Julho | Descanso                                            | Descanso | Descanso                                | Manuel Zeferino (FC Porto-UBP) |
| 10ª etapa | 28 de Julho | Águeda - Viseu                                      | 167      | Venceslau Fernandes (Rodovil-Isuzu)     | Manuel Zeferino (FC Porto-UBP) |
| 11ª etapa | 29 de Julho | Viseu - Lamego                                      | 74       | José Pereira (Ovarense-EFS)             | Manuel Zeferino (FC Porto-UBP) |
| 12ª etapa | 29 de Julho | Lamego - Mondim de Basto (Alto da Senhora da Graça) | 101      | Benjamim Carvalho (Coimbrões-Fagor)     | Manuel Zeferino (FC Porto-UBP) |
| 13ª etapa | 30 de Julho | Mondim de Basto - Bragança                          | 176      | Eduardo Correia (Sangalhos-Bosch)       | Manuel Zeferino (FC Porto-UBP) |
| 14ª etapa | 31 de Julho | Bragança - Guarda                                   | 194      | José Amaro (FC Porto-UBP)               | Manuel Zeferino (FC Porto-UBP) |
| 15ª etapa | 1 de Agosto | Guarda - Seia                                       | 102      | Fernando Fernandes (FC Porto-UBP)       | Manuel Zeferino (FC Porto-UBP) |
| 16ª etapa | 1 de Agosto | Seia - Gouveia (C/R individual)                     | 29       | Belmiro Silva (FC Porto-UBP)            | Manuel Zeferino (FC Porto-UBP) |

1- Michel Charreard (Saint Étienne-Pélussin) foi o primeiro a cortar a meta, mas seria penalizado em cinco minutos por não ter parado numa passagem de nível fechada.

## Classificações Finais

### Geral individual
| Lugar | Nome                | Nacionalidade | Equipa            | Tempo       |
| ----- | ------------------- | ------------- | ----------------- | ----------- |
| 01º   | Manuel Zeferino     | Portugal      | FC Porto-UBP      | 50h 14' 04" |
| 02º   | Venceslau Fernandes | Portugal      | Rodovil-Isuzu     | + 10' 54"   |
| 03º   | Fernando Fernandes  | Portugal      | FC Porto-UBP      | + 11' 37"   |
| 04º   | Adelino Teixeira    | Portugal      | Lousa-Trinaranjus | + 12' 11"   |
| 05º   | Floriano Mendes     | Portugal      | Sangalhos-Bosch   | + 12' 57"   |
| 06º   | Belmiro Silva       | Portugal      | FC Porto-UBP      | + 13' 26"   |
| 07º   | Alexandre Ruas      | Portugal      | Lousa-Trinaranjus | + 13' 58"   |
| 08º   | Marco Chagas        | Portugal      | FC Porto-UBP      | + 14' 29"   |
| 09º   | Joaquim Andrade     | Portugal      | Ovarense-EFS      | + 14' 34"   |
| 10º   | Abel Coelho         | Portugal      | Lousa-Trinaranjus | + 15' 52"   |

### Geral por equipas
| Lugar | Equipa            | Tempo        |
| ----- | ----------------- | ------------ |
| 1º    | FC Porto-UBP      | 151h 53' 07" |
| 2º    | Lousa-Trinaranjus | + 23' 44"    |
| 3º    | Rodovil-Isuzu     | + 42' 57"    |

### Geral por Pontos
| Lugar | Nome              | Equipa            | Pontos |
| ----- | ----------------- | ----------------- | ------ |
| 1º    | Alexandre Ruas    | Lousa-Trinaranjus | 63     |
| 2º    | José Amaro        | FC Porto-UBP      | 37     |
| 3º    | António Fernandes | FC Porto-UBP      | 32     |

### Geral da Montanha
| Lugar | Nome              | Equipa             | Pontos |
| ----- | ----------------- | ------------------ | ------ |
| 1º    | Jacinto Paulinho  | Campinense-Belarus | 26     |
| 2º    | Benjamim Carvalho | Coimbrões-Fagor    | 24     |
| 3º    | José Amaro        | FC Porto-UBP       | 24     |

### Outras classificações
Metas Volantes: José Amaro (FC Porto-UBP), 15 pontos
Combinado: Venceslau Fernandes (Rodovil-Isuzu)

## Ciclistas
Partiram: 74; Desistiram: 32; Terminaram: 42.
Media: 35,959 km/h.